# NGC 260
NGC 260 је спирална галаксија у сазвежђу Андромеда која се налази на NGC листи објеката дубоког неба.
Деклинација објекта је + 27° 41' 31" а ректасцензија 0h 48m 34,9s. Привидна величина (магнитуда) објекта NGC 260 износи 13,6 а фотографска магнитуда 14,3. NGC 260 је још познат и под ознакама UGC 497, MCG 4-3-6, CGCG 480-9, IRAS 00458+2725, PGC 2844.